# Roh (Band)
Roh war eine Band aus Hamburg, die im Zeitraum von 1996 bis 2000 existierte. Roh waren anfangs dem Rock-/Punk-Genre zugehörig, änderten ihren Stil aber später in Richtung Pop/Comedy.

## Geschichte
Die Drei-Mann-Band Roh setzte sich aus erfahrenen Musikern zusammen. Lukas Hilbert trat vor der Bandzugehörigkeit solo bei Hauden & Lukas und für bzw. mit Udo Lindenberg auf. Auch als Solokünstler hat er unter seinem Vornamen Alben veröffentlicht. Carsten Pape war während der NDW-Zeit mit Clowns und Helden erfolgreich.
Roh war eine Band, die drei sehr unterschiedliche Alben herausgebracht hat. Das Debütalbum Wie krieg ich die Zeit bis zu meiner Beerdigung rum war ein recht typisches Album einer Rockband. Unter anderem findet man auf dem Album den Song Heut ist mein Tag, den später auch Blümchen in einer Technoversion nachgesungen hat, sowie Songs über Tod, Schokolade und die Kelly Family. Aufsehen erregte zwei Jahre später das Album Was viele nicht zu singen wagten, auf dem hauptsächlich Leserbriefe aus der Bravo vertont wurden. Die Band trat mehrmals im Fernsehen beispielsweise bei Andreas Türck auf. Nach weiteren zwei Jahren erschien das letzte Album der Hamburger Combo. Rohmantisch ist von Liebesliedern durchzogen, unter anderem wird der Clowns-&-Helden-Klassiker Ich liebe dich von Lukas neu vertont. 2000 traten Roh als Backingband von Lotto King Karl beim Vorentscheid des Grand Prix auf. Dies geschah als Gegenleistung, weil er jedem Zuschauer bei Roh-Konzerten zehn Mark gab, damit er sich das Konzert ansieht. Zum Dank haben Roh dann dieses Lied geschrieben und die Instrumente gespielt. Nach einer Tour mit Peter Maffay hat sich die Band aufgelöst.
Carsten Pape trat zwischenzeitlich mit Lotto King Karl auf. Auch Lukas Hilbert arbeitete zeitweise mit Lotto King Karl zusammen, trat jedoch danach wieder solo auf.

## Diskografie
- 1996: Wie krieg ich die Zeit bis zu meiner Beerdigung noch rum (WEA Records)
- 1998: Was viele nicht zu singen wagten (Mega)
- 2000: Rohmantisch (BMG Music Publishing)

### Coverversionen
- Roh coverten Ich liebe dich von Clowns & Helden (auf Rohmantisch)
- Roh wurden gecovert von Blümchen (Heut ist mein Tag) und von Annett Louisan (Beerdigung)